# Bracon cingulum
Bracon cingulum es una especie de insecto del género Bracon de la familia Braconidae del orden Hymenoptera.

## Historia
Fue descrita científicamente por primera vez en el año 1840 por Herrich-Schäffer.